# Ausländische Nachfrage nach inländischen Gütern
Unter Ausländischer Nachfrage nach inländischen Gütern versteht man den im Ausland entstehenden Bedarf nach Waren aus dem Inland. Sie stellt neben dem entgegenstehenden Angebot eine wesentliche Voraussetzung für jeden Warenhandel zwischen offenen Volkswirtschaften dar und führt aus Sicht des Inlands zu Warenexport, sowie aus Sicht des Auslands zu Warenimport. Die Nachfrager finden bei der ausländischen Nachfrage das zu ihren Bedürfnissen passende Angebot nicht am Markt ihres Landes, sondern am Markt des Auslands. Dabei bezieht sich diese Nachfrage auf handelbare Güter z. B. Maschinen, Autos, PCs, nicht jedoch Wohnungen, Grundstücke etc.

## Weitere Definition
Ausländische Nachfrage nach inländischen Gütern entsteht, wenn offene Volkswirtschaften miteinander in Handelsbeziehung treten und somit den Konsumenten und Unternehmen das Angebot sowohl über inländische, als auch über ausländische Güter ermöglicht werden kann. Die inländische Nachfrage ist also nicht deckungsgleich zur inländischen Produktion. Besteht sowohl ein inländisches, als auch ein ausländisches Angebot, so kommt es auf der Seite der Nachfrager zu einer Wahlmöglichkeit. Fällt die Wahl auf das ausländische Gut entsteht im entsprechenden Ausland ausländische Nachfrage nach inländischen Gütern und führt dort zu Warenausfuhr, am Ort der Nachfrage gleichzeitig zu Wareneinfuhr. Dies wiederum wirkt sich auf die Handelsbilanzen (Handelsbilanz = Warenexporte – Warenimporte) der jeweiligen Länder aus. Mögliche Ursachen, dass eine andere Volkswirtschaft die Güter des Inlands nachfragt können sein, dass in dieser Volkswirtschaft diese Güter nicht, nicht ausreichend bzw. nicht so kostengünstig zur Verfügung stehen.

## Einordnung
Die ausländische Nachfrage nach inländischen Gütern ist Bestandteil der gesamten Nachfrage nach inländischen Gütern, zu der außerdem die inländische Nachfrage nach inländischen Gütern zählt. Dieser Zusammenhang wird in der IS-Funktion dargestellt.
Die IS-Funktion stellt sich wie folgt dar:
{\displaystyle Z=C+I+G+X-{\frac {IM}{\varepsilon }}}
dabei gilt
{\displaystyle {\text{inländische Nachfrage}}=C+I+G}
{\displaystyle {\text{ausländische Nachfrage}}=X-{\frac {IM}{\varepsilon }}}
mit
| {\displaystyle Z}            | = Nachfrage nach inländischen Gütern                                               |
| {\displaystyle C}            | = Konsum                                                                           |
| {\displaystyle I}            | = Investitionen                                                                    |
| {\displaystyle G}            | = Staatsausgaben                                                                   |
| {\displaystyle X}            | = Export                                                                           |
| {\displaystyle IM}           | = Import                                                                           |
| {\displaystyle \varepsilon } | = Preis inländischer Güter in Einheiten ausländischer Güter, realer Wechselkurs[3] |

## Die Wahl zwischen in- und ausländischen Gütern

### Entscheidungsmöglichkeiten
Die Offenheit der Gütermärkte führt dazu, dass der Nachfrager 3 Entscheidungsmöglichkeiten hat:
- Sparen
- Konsum inländischer Güter
- Konsum ausländischer Güter

Nachfrager können Konsumenten, Unternehmen, inländischer Staat und ausländische Nachfrager sein.
Die Nachfrage nach ausländischen Gütern hängt eng mit relativen Preisvorteilen und einem komparativen Kostenvorteil im entsprechenden Ausland zusammen.

### Den grenzüberschreitenden Warenhandel beeinflussende Größen
Der Warenhandel zwischen Ländern unterliegt gewissen Einschränkungen. Länderabhängig wird die Nachfrage nach ausländischen Gütern gestört durch die staatliche Erhebung von Zöllen, Importsteuern und Quoten-Beschränkungen der importierten Gütermenge. Durch bestimmte Abkommen, Verträge oder Staatenverbünde zwischen exportierenden und importierenden Ländern soll der Außenhandel z. B. durch Aufhebung der Zölle deutlich erleichtert und vorangetrieben werden. Wichtige Beispiele dafür sind u. a. die Europäische Union und das NAFTA.
Die Exporte sind generell abhängig vom Produktionsniveau der inländischen Wirtschaft und vom relativen Preis der ausländischen Güter. Der potentielle Nachfrager vergleicht den Preis inländischer Güter mit dem Preis ausländischer Güter. Dies wird als realer Wechselkurs bezeichnet.
Mit folgender Gleichung wird die Abhängigkeit des Exports von der Produktion der restlichen Welt Y*, sowie dem realen Wechselkurs ε formuliert.
{\displaystyle X=X(Y^{*},\varepsilon )}
Auswirkungen auf den Export bei Veränderung dieser Größen zeigen sich wie folgt: 
- Der Export wird sich erhöhen, wenn die ausländische Nachfrage nach inländischen Gütern steigt. Dies ist z. B. der Fall, wenn die ausländische Produktion einen Anstieg verzeichnet.
- Der Export wird zurückgehen, wenn die ausländische Nachfrage nach inländischen Gütern abnimmt. Dies ist z. B. der Fall, wenn der reale Wechselkurs steigt. Was bedeutet, dass die Güter des Inlands im Verhältnis zu den Gütern des Auslands teurer werden.

## Veränderung der ausländischen Nachfrage nach inländischen Gütern
Ein Anstieg ausländischer Nachfrage führt zu einem Anstieg ausländischer Produktion. Steht dies in einem positiven Zusammenhang zu einer Zunahme der inländischer Produktion? Ja, denn da auch die ausländische Nachfrage nach inländischen Gütern steigt, wird zwangsläufig die inländische Produktion angeregt. Daraufhin nehmen die inländischen Exporte zu. 
Die Zunahme der ausländischen Produktion lässt wiederum die inländische Güternachfrage und Produktion steigen. 
Dadurch steigen auch die Importe. Letztendlich kommt es zu einer Verbesserung der Handelsbilanz, da Importe zwar steigen, jedoch verhältnismäßig weniger als die Exporte.

## Beispiel ausländische Nachfrage nach deutschen Gütern
Deutschland ist ein sehr exportstarkes Land. Die ausländische Nachfrage ist in erster Linie bei Kraftfahrzeugen, elektronischen Erzeugnissen und Maschinen zu finden. In der Automobilindustrie gibt es große Konzerne wie Volkswagen und Daimler. Im Bereich der elektronischen Erzeugnisse ist Siemens führender Konzern. Im Maschinenbau jedoch ist die Branche eher von kleineren Unternehmen geprägt. Die größte ausländische Nachfrage nach Automobilen haben die USA mit 16 % der deutschen Autoexporte (Stand 2002). 
Weitere Beispiele für Exporte auf Basis ausländischer Nachfrage:
```
Büromaschinen             → Großbritannien
Käse                      → Italien
Glas                      → Frankreich
Tee, Bier                 → USA
Milch, Zement, Fahrräder  → Niederlande
Maschinen, Nahrungsmittel → Russland
[
8
]
```